# Кастелбелино
Кастелбелѝно (на италиански: Castelbellino, на местен диалект Castelbellì, Кастелбели) е малко градче и община в Централна Италия, провинция Анкона, регион Марке. Разположено е на 261 m надморска височина. Населението на общината е 4858 души (към 2010 г.).